# Резников, Владимир Анатольевич
Владимир Анатольевич Резников — советский и российский химик-органик, доктор химических наук, профессор. С 2003 года декан факультета естественных наук (ФЕН) новосибирского государственного университета (НГУ). С 2008 года заведующий кафедрой органической химии ФЕН.

## Научная деятельность
Окончил Новосибирский государственный университет (НГУ) в 1977, диссертация на соискание ученой степени кандидата химических наук защищена в 1982 году, — доктора наук — в 1992 году. Сотрудник Новосибирского института органической химии (НИОХ СО РАН) с 1977 года (в настоящее время ведущий научный сотрудник лаборатории азотистых соединений НИОХ СО РАН).

## Педагогическая деятельность
С 1989 года — преподаватель кафедры органической химии НГУ, с 1999 года по настоящее время — профессор той же кафедры. С 2008 года заведующий кафедрой органической химии ФЕН НГУ. Читает лекции по органической химии для второго курса химического отделения ФЕН НГУ. Автор и соавтор нескольких методический пособий, также является автором  сборников задач по органической химии. Ведёт семинары и практикумы по органической химии.

## Награды
- Государственная премия России в области науки и техники (1994).
- Премия администрации Новосибирской области молодым ученым за выдающиеся научные достижения (2004)[3].
- Премия Scopus Awards Russia 2018[4].